# The Stepford Wives (pel·lícula de 1975)
The Stepford Wives és una pel·lícula satírica de thriller psicològic estatunidenca de 1975 dirigida per Bryan Forbes. Va ser escrita per William Goldman, que va basar el seu guió en la novel·la homònima d'Ira Levin de 1972. La pel·lícula és protagonitzada per Katharine Ross com una dona que es trasllada amb el seu marit (Peter Masterson) i els seus fills de la ciutat de Nova York a la comunitat de Connecticut de Stepford, on arriba a trobar que les dones viuen una vida inquebrantablement subordinada als seus marits.
Filmada a Connecticut el 1974, The Stepford Wives es va estrenar a les sales el febrer de 1975. Va recaptar 4 milions de dòlars als EUA, tot i que va rebre crítiques contradictòries. La reacció de les activistes feministes també es va dividir en el moment del seu llançament; Betty Friedan la va descartar com una "estafa al moviment de dones" i va desanimar les dones de veure-la, encara que altres com Gael Greene i Eleanor Perry van defensar la pel·lícula. The Stepford Wives ha crescut en alçada com a pel·lícula de culte al llarg dels anys, i el terme Stepford o Stepford wife s'ha convertit en un concepte popular de ciència-ficció. Es van fer diverses seqüeles de la pel·lícula, així com un remake de gran pressupost el 2004 que utilitzava el mateix títol.

## Argument
Joanna Eberhart és una dona jove aspirant a fotògrafa que es trasllada amb el seu marit Walter i les seves dues filles de Manhattan a Stepford, Connecticut. Troba que les dones de la ciutat tenen un aspecte impecable i estan obsessionades amb les tasques domèstiques, però no tenen interessos intel·lectuals. Tots els homes pertanyen a l'exclusiva Associació d'Homes, a la qual Walter s'uneix per consternació de Joanna. La Joanna també està desconcertada per la submissió sexual de la seva veïna Carol Van Sant envers el seu marit Ted, i el seu comportament estrany i repetitiu després d'un accident de cotxe.
Posteriorment, Joanna fa amistat amb Bobbie Markowe, amb qui troba interessos comuns i idees compartides. Juntament amb la dona trofeu Charmaine Wimperis, les tres organitzen una reunió d'alliberament de dones, però la reunió és un fracàs quan les altres esposes desvien contínuament la discussió cap als productes de neteja. La Joanna tampoc no està impressionada pels membres de l'Associació d'Homes, inclòs l'intimidant president Dale "Diz" Coba. Sigil·losament, l'Associació d'Homes recull informació sobre Joanna, inclosa la seva imatge, la seva veu i altres dades personals. Quan la Charmaine torna d'un viatge de cap de setmana amb el seu marit com a dona devota que ha acomiadat la seva criada i ha destruït la seva pista de tennis, Joanna i Bobbie comencen a investigar, amb una preocupació cada cop més gran, el motiu del comportament submís i insípid de les altres esposes. La seva por arriba al cim quan descobreixen que totes les dones van ser una vegada fortes, assertives, independents i fermes defensores de polítiques socials liberals. Joanna especula que les indústries a Stepford o als seus voltants estan contaminant l'aigua local per fer que les dones siguin sotmeses, cosa que després es desmenteix.
Bobbie i Joanna comencen a buscar cases a altres pobles. Més tard, Joanna guanya un prestigiós contracte amb una galeria de fotos i li diu a Bobbie la bona notícia. La Joanna se sorprèn al descobrir que la primera s'ha convertit de cop en una altra mestressa de casa conformista i neta sense intenció de mudar-se. Ella entra en pànic i visita un psiquiatre, a qui expressa la seva creença que els homes de la ciutat estan en una conspiració que implica alterar la psique de les dones. El psiquiatre li recomana que abandoni la ciutat fins que se senti segura. Després de sortir de l'oficina del psiquiatre, la Joanna torna a casa per recollir els seus fills només per descobrir que els seus fills han desaparegut i que Walter és evasiu sobre el seu parador. Els dos s'enfronten a una baralla física quan ella rebutja les demandes del seu marit d'estirar-se al llit. La Joanna es tanca a l'habitació, després s'estén a la casa d'en Bobbie després que Walter la deixi sola, però es frustra quan en Bobbie es nega a relacionar-se amb ella d'una manera significativa. Desesperada i pertorbada, Joanna apunyala en Bobbie amb un ganivet de cuina. Bobbie no sagna, però es revela que ha estat substituït per un robot.
La Joanna torna més tard a casa i colpeja en Walter amb un pot, demanant saber on van ser portats els seus fills. Li diu a la Joanna que els nens són a l'Associació d'Homes, després de la qual cosa en Walter perd el coneixement. Tot i intuir que serà l'última víctima, la Joanna s'endinsa a la mansió que acull l'Associació d'Homes, amb l'esperança de trobar els seus fills. Tanmateix, s'enfronta a Coba, el cervell de l'operació. Coba li diu a la Joanna que els seus fills estan realment amb Charmaine. Tanca a distància la porta principal i li pregunta si desitja un marit robòtic impecable, explicant que els homes de Stepford substitueixen les seves dones perquè "poden". Aleshores, Dale li treu el pòquer, moment en el qual crida i fuig, i finalment es troba amb la seva pròpia rèplica de robot inacabada. La Joanna queda commocionada fins a gairebé una paràlisi quan és testimoni de la seva negra ànima i ulls buits. La rèplica de Joanna branda una mitja de niló i s'acosta somrient a Joanna per escanyar-la mentre Dale la mira.
Temps després, la Joanna artificial recorre plàcidament el supermercat local entre les altres esposes vestides amb glamur. Mentre van per la botiga, es saluden. Mentrestant, a la mateixa botiga, una parella afroamericana discuteixen entre ell. Durant els crèdits finals, les fotografies mostren Walter somrient conduint el cotxe familiar i agafant la seva nova "Stepford Wife" al supermercat amb els seus fills al seient del darrere.

## Repartiment
- Katharine Ross - Joanna Eberhart
- Paula Prentiss - Bobby Markowe
- Peter Masterson - Walter Eberhart
- Nanette Newman - Carol van Sant
- Tina Louise - Charmaine Wimperis
- Carol Rossen - Dr. Fancher
- William Prince - Ike Mazzard
- Carole Mallory - Kit Sundersen
- Toni Reid - Marie Axhelm
- Judith Baldwin - Patricia Cornell
- Barbara Rucker - Mary Ann Stavros
- George Coe - Claude Axhelm
- Franklin Cover - Ed Wimperis
- Robert Fields - Raymond Chandler
- Michael Higgins - Frank Cornell
- Josef Sommer - Ted van Sant
- Remak Ramsay - Mr. Atkinson
- Mary Stuart Masterson - Kim Eberhart
- Ronny Sullivan - Amy Eberhart
- Patrick O'Neal - Dale "Diz" Coba
- Tom Spratley -Charlie the Doorman

## Anàlisi
L'estudiós del cinema John Kenneth Muir interpreta The Stepford Wives com "un assaig cinematogràfic sobre què vol dir formar part d'una 'underclass' no parlada."

## Producció

### Desenvolupament
El productor Edgar Scherick va contractar el director anglès Bryan Forbes per dirigir la pel·lícula. Inicialment l'anava a dirigir Brian De Palma però William Goldman no el volia

### Càsting
Per al paper principal de Joanna Eberhart, Forbes es va reunir inicialment amb Diane Keaton, de qui va dir que la va rebutjar perquè al seu analista no li agradava el guió. Jean Seberg va rebutjar el paper; Tuesday Weld va acceptar inicialment però ho va cancel·lar abans que comencés el rodatge. El paper fou interpretat finalment per Katharine Ross.
Joanna Cassidy va ser elegida com a amigade Joanna i aliada de Bobbie però va ser acomiadada després d'unes setmanes de producció i substituïda per Paula Prentiss.
Mary Stuart Masterson (filla de Peter Masterson), Dee Wallace i Franklin Cover apareixen en papers secundaris. Tina Louise -la Ginger Grant original de Gilligan's Island- va ser seleccionada com a 'esposa' juntament amb la substituta del seu personatge de televisió, Judith Baldwin.
Per al paper de Carol Van Sant, Forbes va triar la seva dona, Nanette Newman.

### Rodatge
Les dificultats de programació van retardar el rodatge des del 1973 fins al 1974.
No es van construir escenografies exteriors per a la pel·lícula, que es va rodar a diverses ciutats de Connecticut. El clímax es va filmar a la Lockwood-Mathews Mansion a Norwalk. Forbes va triar a propòsit el blanc i colors brillants, intentant fer un "thriller a la llum del sol". Amb l'excepció del final de la nit tempestuosa, està gairebé sobresaturat per emfatitzar les llums brillants i els escenaris d'aspecte alegre.
La tensió es va desenvolupar entre Forbes i el guionista Goldman per l'elecció de Nanette Newman (dona de Forbes) com una de les dones. Goldman va pensar que l'aparença de Newman, de 40 anys, no coincidia amb les joves dones provocadores, semblants a un model, per a les quals havia escrit el guió. Forbes va respondre instituint un vestit contemporani d'estil de praderia, amb davantals amb volants, per a totes les esposes. Goldman també estava descontent amb les reescriptures de Forbes, en particular, el final, que Nanette Newman va afirmar que Forbes havia filmat deliberadament "d'una manera irreal, així que eren gairebé com un ballet entrant i sortint, amunt i avall pel passadís." Es van provocar tensions addicionals quan
l'actor Peter Masterson va trucar en secret al seu amic Goldman per obtenir informació sobre les escenes. Goldman va afirmar més tard que la pel·lícula "podria haver estat molt forta, però va ser reescrita i alterada, i no crec que sigui feliç."

## Estrena

### Taquilla
The Stepford Wives es va estrenar als Estats Units el 12 de febrer de 1975. La pel·lícula va recaptar aproximadament 4 milions de dòlars a Amèrica del Nord.

### Resposta crítica
The Stepford Wives té una valoració del 68% a Rotten Tomatoes, basada en 34 ressenyes, amb una puntuació mitjana de 6,2/10. El consens del lloc afirma: "La sàtira inherent de The Stepford Wives està mal servida per la direcció majestuosa de Bryan Forbes, però el guió de William Goldman sobresurt com a crítica condemnadora d'una societat misògina." Alguns crítics es burlen del seu ritme pausat. La majoria aplaudeixen les emocions "tranquil·les i domèstiques" que ofereix la pel·lícula a l'últim terç i a les seccions anteriors com a "intel·ligents, enginyoses i deliciosament incòmodes". Pel que fa a la sàtira de la pel·lícula, Roger Ebert va escriure "[Les actrius] han absorbit prou la televisió, o tenen un sentiment tan instintiu per aquelles dones falses i perfectes dels anuncis, que gestionen tots elles mateixes per aportar un cert avantatge còmic a la seva cuina, la seva neteja, les seves xafarderies i les seves morts vives."
Jerry Oster del New York Daily News va atorgar a la pel·lícula amb dues estrelles i mitja de quatre, descrivint el guió com una adaptació "tediosa" i "encoixinada" del material original.
Variety va resumir la pel·lícula com "una història de suspens i terror tranquil·lament estranya" i va elogiar l'actuació de Ross com "excel·lent i segura". John Seymour del Santa Maria Times també va donar a la pel·lícula una crítica favorable, considerant-la un "malson èpic" amb drama "engrescador".
Devan Coggan d' Entertainment Weekly va escriure que el final va ser "profundament divisor" i l'actriu de Joanna va declarar retrospectivament que si hagués de revisar el final faria que la Joanna "lluités més".

### Reacció de les feministes

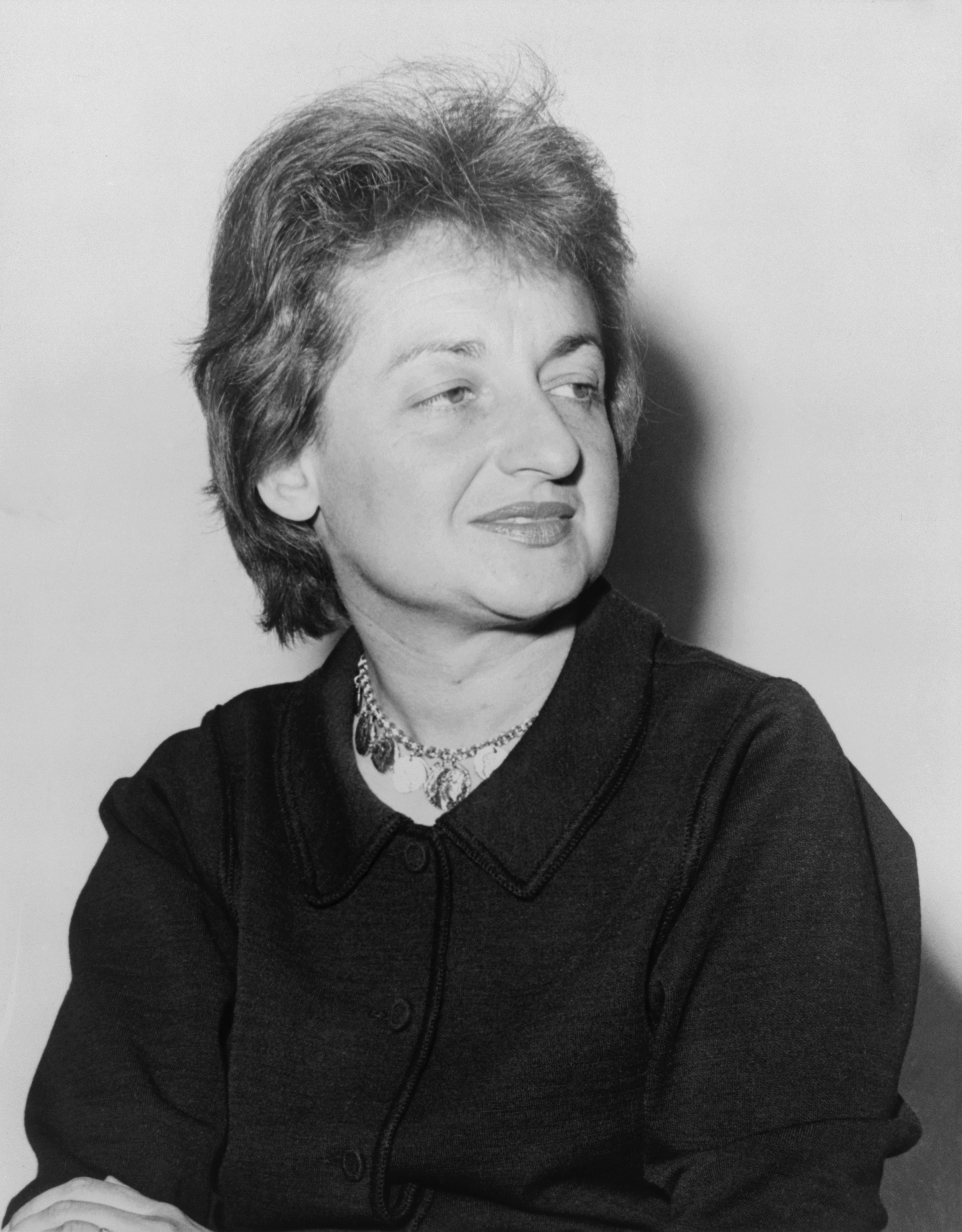
La feminista Betty Friedan va considerar la pel·lícula una "estafa" del moviment de dones

La reacció inicial a la pel·lícula dels grups feministes no va ser favorable, amb una projecció d'estudi per a activistes feministes que es van trobar amb interpretacions femenines "crits, gemecs i rialles" i Newman recordant que "Bryan [Forbes] sempre deia: "En qualsevol cas, són anti-homes!" Malgrat que The Feminine Mystique de Betty Friedan sent una influència important en la novel·la original en la qual es basava la pel·lícula, la resposta de Friedan a la pel·lícula va ser molt crítica, anomenant-la "una estafa del moviment de dones." Friedan va comentar que les dones haurien de boicotejar la pel·lícula i intentar reduir-ne qualsevol publicitat.
L'escriptora Gael Greene, però, va elogiar la pel·lícula i va comentar: "M'ha encantat: aquells homes eren com molts homes que he conegut a la meva vida". La guionista feminista Eleanor Perry va defensar la pel·lícula, afirmant que "prem botons que et posaran furiosa: el fet que tots els homes de Stepford volien eren pits grans, culs grans, una casa neta, cafè fresc i sexe."

#### Nominacions
| Any  | Institut                | Categoria                           | Recipient          | Resultat  | Ref.   |
| ---- | ----------------------- | ----------------------------------- | ------------------ | --------- | ------ |
| 1975 | Premis Saturn           | Millor actriu                       | Katharine Ross     | Guanyador |        |
| 1975 | Premis Saturn           | Millor pel·lícula de ciència-ficció | The Stepford Wives | Nominat   |        |
| 2001 | American Film Institute | 100 Years...100 Thrills             | The Stepford Wives | Nominat   | [ 25 ] |
| 2008 | American Film Institute | Top 10 Top 10 (Ciència-ficció)      | The Stepford Wives | Nominat   | [ 26 ] |

### Mitjans domèstics
Anchor Bay Entertainment va publicar The Stepford Wives en VHS el 10 de març de 1997; ells posteriorment va llançar una edició de DVD no anamòrfic el 3 de desembre de 1997. El 2001, Anchor Bay va reeditar la pel·lícula en una edició "Aniversari de plata", amb una transferència anamòrfica així com entrevistes addicionals amb el repartiment i l'equip. El 2004, Paramount Home Entertainment va tornar a llançar l' "Aniversari de Plata", que presentava els mateixos materials addicionals i menús de pantalla.

## Llegat
L'estudiós de cinema John Kenneth Muir considera The Stepford Wives una de les millors pel·lícules de terror de la dècada de 1970. En una taula rodona d'escriptor amb The Hollywood Reporter, Jordan Peele va enumerar la pel·lícula com una de les inspiracions darrere del seu debut com a director Get Out.
Una línia feta per Paula Prentiss, com Bobby Markowe, després de convertir-se en una dona de Stepford "Sí... això... és meravellós!", va ser samplejada legalment a la cançó, "Hey Music Lover", de l'acte de dansa britànic, S-Express, convertint-se en un gran èxit internacional el 1989.
La pel·lícula va influir en el desenvolupament del personatge Bree Van de Kamp a la sèrie d'èxit, Desperate Housewives (2004–12), interpretada per Marcia Cross. El personatge sovint es referia com a "Stepford Wife" per altres personatges, a causa de la seva personalitat una mica tensa, la seva casa impecable, les roses vermelles ben podades i el seu amor per fer pastissos. També va vestir amb un estil tradicional del Midwest, fent ressò, però modernitzant, l'aspecte de les "Stepford Wives" originals, tal com es veu a la pel·lícula.

## Treballs relacionats
- Revenge of the Stepford Wives (1980, TV), amb Don Johnson, Sharon Gless i Julie Kavner
- The Stepford Children (1987), amb Barbara Eden i Don Murray
- The Stepford Husbands (1996), amb Donna Mills i Michael Ontkean
- Les dones perfectes (pel·lícula de 2004), amb Nicole Kidman, Glenn Close, Bette Midler i Matthew Broderick